# Grand Prix automobile de Mosport 2012
Navigation
Édition précédente Édition suivante
Le Grand Prix de Mosport 2012 (2012 Mobil 1 presents the Grand Prix of Mosport ), disputé sur le 22 juillet 2012 sur le Canadian Tire Motorsport Park est la cinquième manche de American Le Mans Series 2012 et la 30e édition du Grand Prix de Mosport.

## Course
Voici le classement provisoire au terme de la course.

- Les vainqueurs de chaque catégorie sont signalés par un fond jauni.
- Pour la colonne Pneus, il faut passer le curseur au-dessus du modèle pour connaître le manufacturier de pneumatiques.

| Pos    | Classe | no  | Équipe                     | Pilotes                                 | Châssis                                 | Pneus | Tours |
| Pos    | Classe | no  | Équipe                     | Pilotes                                 | Moteur                                  | Pneus | Tours |
| ------ | ------ | --- | -------------------------- | --------------------------------------- | --------------------------------------- | ----- | ----- |
| 1      | P1     | 6   | Muscle Milk Pickett Racing | Lucas Luhr Klaus Graf                   | HPD ARX-03a                             | M     | 117   |
| 1      | P1     | 6   | Muscle Milk Pickett Racing | Lucas Luhr Klaus Graf                   | Honda 3.4 L V8                          | M     | 117   |
| 2      | P1     | 16  | Dyson Racing Team          | Chris Dyson Guy Smith                   | Lola B12/60                             | D     | 117   |
| 2      | P1     | 16  | Dyson Racing Team          | Chris Dyson Guy Smith                   | Mazda MZR-R 2.0 L I4 Turbo (Isobutanol) | D     | 117   |
| 3      | P2     | 37  | Conquest Endurance         | Martin Plowman David Heinemeier Hansson | Morgan LMP2                             | D     | 117   |
| 3      | P2     | 37  | Conquest Endurance         | Martin Plowman David Heinemeier Hansson | Nissan VK45DE 4.5 L V8                  | D     | 117   |
| 4      | P2     | 055 | Level 5 Motorsports        | Scott Tucker Christophe Bouchut         | HPD ARX-03b                             | D     | 117   |
| 4      | P2     | 055 | Level 5 Motorsports        | Scott Tucker Christophe Bouchut         | Honda HR28TT 2.8 L V6 Turbo             | D     | 117   |
| 5      | P1     | 20  | Dyson Racing Team          | Tony Burgess Eric Lux                   | Lola B11/66                             | D     | 115   |
| 5      | P1     | 20  | Dyson Racing Team          | Tony Burgess Eric Lux                   | Mazda MZR-R 2.0 L I4 Turbo (Isobutanol) | D     | 115   |
| 6      | PC     | 9   | RSR Racing                 | Bruno Junqueira Tomy Drissi             | Oreca FLM09                             | M     | 115   |
| 6      | PC     | 9   | RSR Racing                 | Bruno Junqueira Tomy Drissi             | Chevrolet LS3 6.2 L V8                  | M     | 115   |
| 7      | PC     | 05  | CORE Autosport             | Jon Bennett Colin Braun                 | Oreca FLM09                             | M     | 114   |
| 7      | PC     | 05  | CORE Autosport             | Jon Bennett Colin Braun                 | Chevrolet LS3 6.2 L V8                  | M     | 114   |
| 8      | PC     | 06  | CORE Autosport             | Alex Popow Ryan Dalziel                 | Oreca FLM09                             | M     | 113   |
| 8      | PC     | 06  | CORE Autosport             | Alex Popow Ryan Dalziel                 | Chevrolet LS3 6.2 L V8                  | M     | 113   |
| 9      | PC     | 25  | Dempsey Racing (en)        | Henri Richard Duncan Ende (en)          | Oreca FLM09                             | M     | 112   |
| 9      | PC     | 25  | Dempsey Racing (en)        | Henri Richard Duncan Ende (en)          | Chevrolet LS3 6.2 L V8                  | M     | 112   |
| 10     | GT     | 01  | Extreme Speed Motorsports  | Scott Sharp Johannes van Overbeek       | Ferrari 458 Italia GT2                  | M     | 112   |
| 10     | GT     | 01  | Extreme Speed Motorsports  | Scott Sharp Johannes van Overbeek       | Ferrari 4.5 L V8                        | M     | 112   |
| 11     | GT     | 3   | Corvette Racing            | Jan Magnussen Antonio García            | Chevrolet Corvette C6.R                 | M     | 112   |
| 11     | GT     | 3   | Corvette Racing            | Jan Magnussen Antonio García            | Chevrolet 5.5 L V8                      | M     | 112   |
| 12     | GT     | 56  | BMW Team RLL               | Joey Hand Dirk Müller                   | BMW M3 GT2                              | D     | 111   |
| 12     | GT     | 56  | BMW Team RLL               | Joey Hand Dirk Müller                   | BMW 4.0 L V8                            | D     | 111   |
| 13     | GT     | 17  | Team Falken Tire (en)      | Wolf Henzler Bryan Sellers              | Porsche 911 GT3 RSR                     | F     | 111   |
| 13     | GT     | 17  | Team Falken Tire (en)      | Wolf Henzler Bryan Sellers              | Porsche 4.0 L Flat-6                    | F     | 111   |
| 14     | GT     | 48  | Paul Miller Racing         | Bryce Miller Sascha Maassen             | Porsche 911 GT3 RSR                     | D     | 110   |
| 14     | GT     | 48  | Paul Miller Racing         | Bryce Miller Sascha Maassen             | Porsche 4.0 L Flat-6                    | D     | 110   |
| 15     | GT     | 44  | Flying Lizard Motorsports  | Seth Neiman Andy Lally                  | Porsche 911 GT3 RSR                     | M     | 110   |
| 15     | GT     | 44  | Flying Lizard Motorsports  | Seth Neiman Andy Lally                  | Porsche 4.0 L Flat-6                    | M     | 110   |
| 16     | GT     | 55  | BMW Team RLL               | Jörg Müller Bill Auberlen               | BMW M3 GT2                              | D     | 110   |
| 16     | GT     | 55  | BMW Team RLL               | Jörg Müller Bill Auberlen               | BMW 4.0 L V8                            | D     | 110   |
| 17     | GT     | 23  | Lotus / Alex Job Racing    | Bill Sweedler Townsend Bell             | Lotus Evora GTE                         | Y     | 110   |
| 17     | GT     | 23  | Lotus / Alex Job Racing    | Bill Sweedler Townsend Bell             | Toyota-Cosworth 3.5 L V6                | Y     | 110   |
| 18     | GT     | 02  | Extreme Speed Motorsports  | Ed Brown Guy Cosmo                      | Ferrari 458 Italia GT2                  | M     | 109   |
| 18     | GT     | 02  | Extreme Speed Motorsports  | Ed Brown Guy Cosmo                      | Ferrari 4.5 L V8                        | M     | 109   |
| 19     | GTC    | 66  | TRG                        | Emilio Di Guida Spencer Pumpelly        | Porsche 911 GT3 Cup\|                   | Y     | 104   |
| 19     | GTC    | 66  | TRG                        | Emilio Di Guida Spencer Pumpelly        | Porsche 4.0 L Flat-6                    | Y     | 104   |
| 20     | GTC    | 22  | Alex Job Racing            | Cooper MacNeil Leh Keen                 | Porsche 911 GT3 Cup\|                   | Y     | 104   |
| 20     | GTC    | 22  | Alex Job Racing            | Cooper MacNeil Leh Keen                 | Porsche 4.0 L Flat-6                    | Y     | 104   |
| 21 DNF | GTC    | 11  | JDX Racing                 | Chris Cumming Michael Valiante          | Porsche 911 GT3 Cup\|                   | Y     | 98    |
| 21 DNF | GTC    | 11  | JDX Racing                 | Chris Cumming Michael Valiante          | Porsche 4.0 L Flat-6                    | Y     | 98    |
| 22 DNF | PC     | 8   | Merchant Services Racing   | Kyle Marcelli Antonio Downs             | Oreca FLM09                             | M     | 97    |
| 22 DNF | PC     | 8   | Merchant Services Racing   | Kyle Marcelli Antonio Downs             | Chevrolet LS3 6.2 L V8                  | M     | 97    |
| 23     | GT     | 4   | Corvette Racing            | Oliver Gavin Tommy Milner               | Chevrolet Corvette C6.R                 | M     | 91    |
| 23     | GT     | 4   | Corvette Racing            | Oliver Gavin Tommy Milner               | Chevrolet 5.5 L V8                      | M     | 91    |
| 24 DNF | PC     | 52  | PR1/Mathiasen Motorsports  | Marino Franchitti Ken Dobson            | Oreca FLM09                             | M     | 26    |
| 24 DNF | PC     | 52  | PR1/Mathiasen Motorsports  | Marino Franchitti Ken Dobson            | Chevrolet LS3 6.2 L V8                  | M     | 26    |
| 25 DNF | GTC    | 34  | Green Hornet Racing        | Peter LeSaffre Damien Faulkner          | Porsche 911 GT3 Cup\|                   | Y     | 23    |
| 25 DNF | GTC    | 34  | Green Hornet Racing        | Peter LeSaffre Damien Faulkner          | Porsche 4.0 L Flat-6                    | Y     | 23    |
| 26 EXC | GT     | 45  | Flying Lizard Motorsports  | Jörg Bergmeister Patrick Long           | Porsche 911 GT3 RSR                     | M     | 112   |
| 26 EXC | GT     | 45  | Flying Lizard Motorsports  | Jörg Bergmeister Patrick Long           | Porsche 4.0 L Flat-6                    | M     | 112   |